# Camí de Carrànima

El Camí de Carrànima, respecte del terme d'Abella de la Conca

El Camí de Carrànima és un camí del terme municipal d'Abella de la Conca, a la comarca Pallars Jussà, en territori del poble de Bóixols.
Arrenca del Camí del Tossal, en una placeta on es troba aquest camí, que ve del sud, des de Bóixols, i d'on arrenca cap al nord el camí que mena a Cal Gonella i Cal Moià. Des d'aquest lloc, el Camí de Carrànima surt cap a l'oest, però, en diversos revolts, anar emprenent cap al sud-oest. Així, arriba a la Collada de la Serra del Pi, on troba la Pista de Carrànima, cap al sud-oest, i la Carretera del Bosc d'Abella, cap a l'oest.
La pista continua ascendint cap a la carena de la Serra de Carrànima en direcció oest-sud-oest, i en arribar al nord-est de les Roques de Font Freda gira cap a llevant per tal de pujar a la part superior, on torna a ser conegut com a Camí de Carrànima.

## Etimologia
Es tracta d'un topònim romànic modern, de caràcter descriptiu: pren el nom del lloc on mena el camí.